# 한국우편사업진흥원
한국우편사업진흥원(韓國郵便事業振興院, Korea Postal Service Agency)은 우편서비스의 질적 향상 및 우정문화를 창달함으로써 우정사업발전과 국민문화생활에 기여함을 목적으로 설립된 1930년 12월 설립된 비영리 재단법인으로 과학기술정보통신부 산하 위탁집행형 준정부기관이다. 종전 명칭은 '한국우편사업지원단'이었으나, '한국우편사업진흥원으로 변경되었다. 서울특별시 영등포구 영등포동7가에 있다.

## 연혁
- 1930년 12월: 재단법인 우편소청사협회 설립
- 1939년 11월: 조선체신사업협회로 사명 변경
- 1949년 7월: 대한체신사업협회로 사명 변경
- 1961년 6월: 재단법인 체성회로 사명 개칭
- 2005년 11월: 한국우편사업지원단(KOVIX) 사명개칭
- 2012년 1월: 한국우편사업진흥원으로 개칭

## 조직

### 한국우편사업진흥원장
- 이사회
- 감사
  - 감사실

#### 경영전략실
- 전략기획팀
- 인재경영팀
- 재무회계팀
- 경영정보팀

#### 미래연구센터
- 우편연구팀
- 미래사업추진반

#### 우체국쇼핑실
- 쇼핑기획팀
- 쇼핑몰운영팀
- 대외협력팀
- 상품개발팀
- 시스템운영팀

#### 우체국콜센터
- 운영기획팀
- 고객지원팀

#### 우정문화실
- 문화기획팀
- 문화우편상품팀

#### 우편사업실
- 우편기획팀
- 품질관리팀